# Thomas Francis Hendricken

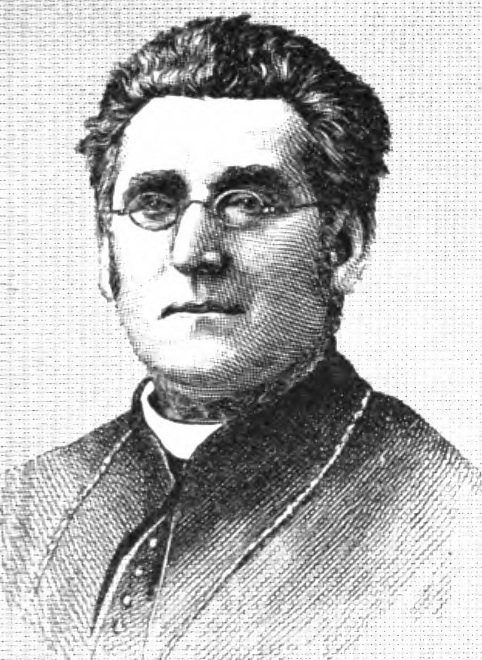
Bischof Thomas Francis Hendricken

Thomas Francis Hendricken (* 5. Mai 1827 in Kilkenny, County Kilkenny, Irland; † 11. Juni 1886 in Providence, Rhode Island, USA) war Bischof von Providence.

## Leben
Thomas Francis Hendricken besuchte das St. Kiernan’s College. Er empfing am 25. April 1853 durch den Bischof von Hartford, Bernard O’Reilly, das Sakrament der Priesterweihe.
Am 16. Februar 1872 ernannte ihn Papst Pius IX. zum Bischof von Providence. Der Erzbischof von New York, John McCloskey, spendete ihm am 28. April desselben Jahres die Bischofsweihe; Mitkonsekratoren waren der Bischof von Boston, John Joseph Williams, und der Bischof von Portland, David William Bacon.
Thomas Francis Hendricken veranlasste den Bau der Kathedrale Saints Peter and Paul in Providence. Die Bishop Thomas Francis Hendricken High School in Warwick wurde nach ihm benannt.